# Milagros Ortiz Bosch
Milagros María Ortiz Bosch (Santo Domingo, 23 agosto 1936) è un avvocato, imprenditrice e politica dominicana.
È stata la prima donna dominicana a ricoprire la carica di vicepresidente del Paese, dal 2000 al 2004 durante il mandato di Hipólito Mejía. È stata senatrice per il Distrito Nacional in due occasioni (1994-1998 e 1998-2000) e segretario di Stato per l'istruzione.
È stata nuovamente candidata come senatrice del Distrito Nacional per il Partito Rivoluzionario Dominicano (PRD) alle elezioni parlamentari e municipali del 2010, dopo essere stata sconfitta dal candidato del Partito della Liberazione Dominicana Reinaldo Parede Pérez.

## Biografia
Milagros María Ortiz Bosch è nata a Santo Domingo il 23 agosto 1936 da Virgilio Ortiz Peña (1896-1985) e da Ángela Bosch Gaviño. Ha sposato l'argentino Joaquín Basanta (1918-1990), dal quale ha avuto il suo unico figlio, il regista Juan Basanta. Si è dedicata alla politica fin da giovane, influenzata dallo zio Juan Bosch, ed è stata vicepresidente della Repubblica Dominicana dal 2000 al 2004 durante la presidenza di Hipólito Mejía. È stata brevemente presidente ad interim durante le assenze di quest'ultimo.
Ha conseguito un dottorato di ricerca cum laude in giurisprudenza e una specializzazione in scienze politiche.
Da senatrice della Repubblica ha fatto parte del primo Consiglio nazionale della magistratura che ha dato forma all'attuale Corte di cassazione. Ha anche promosso importanti riforme, come quella giudiziaria e quella dell'istruzione, e si è battuta per i diritti delle donne.
Durante il quadriennio in cui è stata vicepresidente della Repubblica, ha ricoperto la carica di segretario di Stato per l'istruzione e ha diretto la presidenza del Consiglio nazionale delle persone con disabilità. In qualità di segretario di Stato per l'istruzione è stata responsabile della firma dei contratti di prestito con la Banca Interamericana di Sviluppo (IDB) volti all'avvio di iniziative in favore dell'istruzione. Ha ideato il Piano strategico di sviluppo dell'istruzione per il periodo 2003-2012 e ha reso operativi i comitati educativi decentralizzati affinché fossero responsabili della direzione delle scuole. Sotto la sua gestione è stato effettuato il primo censimento nazionale delle infrastrutture scolastiche. È stato istituito il concorso per docenti come unico meccanismo di accesso alla carriera pubblica di insegnante ed è stata fondata l'INAFOCAM.
In merito ai sui tentativi di modernizzare lo Stato, la Segreteria di Stato per l'istruzione ha aderito all'accordo con la Giunta elettorale centrale (JCE) e con la Chiesa cattolica per realizzare un programma di registrazione degli atti di nascita che consentisse l'ammissione a scuola per i bambini sprovvisti di documento di identità.
Tra i principali meriti di Ortiz Bosch si menziona l'avvio del software TRANSPARENCY, che ha permesso ai dominicani e agli stranieri di accedere a mezzo Internet a tutte le azioni della Segreteria di Stato per l'istruzione (SEE) in materia finanziaria, comprese nomine, acquisti e gare d'appalto.
Nelle diverse occasioni in cui ha ricoperto la presidenza ad interim, ha dovuto prendere decisioni controverse, come la destituzione dell'allora direttore dei Beni Nazionali Víctor Tió, accusato di corruzione, come l'arresto del console dominicano a Cap-Haïtien e come l'intervento nell'Istituto Agrario Dominicano prima del temporaneo rapimento di uno dei suoi dirigenti.